# Sveriges ambassad i Kuala Lumpur
Sveriges ambassad i Kuala Lumpur är Sveriges diplomatiska beskickning i Malaysia som är belägen i landets huvudstad Kuala Lumpur. Beskickningen består av en ambassad, ett antal svenskar utsända av Utrikesdepartementet (UD) och lokalanställda. Ambassadör sedan 2024 är Niklas Wiberg.

## Historia
Sveriges har haft diplomatiska kontakter sedan Malaysia blev självständigt från Storbritannien 1957. Från början var den svenske ambassadören sidoackrediterad från ambassaderna i Jakarta och Bangkok.
Ambassaden stängdes under 2011 efter ett regeringsbeslut och ett honorärt generalkonsulat öppnades. Den 1 augusti 2011 kom beskedet från Statsrådsberedningen om att avbryta avvecklingen. Ambassaden återupprättades igen i Kuala lumpur den 15 september 2012 och öppnades åter för allmänheten den 18 september 2012.
Residenset i Kuala Lumpur såldes under 2013 för köpeskillingen 26 miljoner kronor. Reavinsten för fastigheten uppgick till 22 miljoner kronor.

## Verksamhet
En av ambassadens viktigaste uppgifter är att främja svenska politiska och ekonomiska intressen i Malaysia. Den samverkar med både Business Sweden och nätverksorganisationen Malaysian-Swedish Business Association (MASBA).
Efter att ambassaden åter öppnades i september 2012 finns det en ambassadör, ett ministerråd och en andre ambassadsekreterare från UD samt fem lokalanställda och en svensk praktikant. Det finns även en försvarsattaché stationerad i Stockholm.

## Beskickningschefer
| Namn                | Period    | Funktion   | Anmärkning                                  |
| ------------------- | --------- | ---------- | ------------------------------------------- |
| Jens Malling        | 1958–1959 | Envoyé     | Sidoackrediterad från ambassaden i Jakarta. |
| Tord Göransson      | 1959–1962 | Envoyé     | Sidoackrediterad från ambassaden i Jakarta. |
| Louis De Geer       | 1962–1964 | Ambassadör | Sidoackrediterad från ambassaden i Jakarta. |
| Åke Sjölin          | 1964–1967 | Ambassadör | Sidoackrediterad från ambassaden i Bangkok. |
| Axel Lewenhaupt     | 1967–1970 | Ambassadör | Sidoackrediterad från ambassaden i Bangkok. |
| Eric Virgin         | 1970–1976 | Ambassadör | Sidoackrediterad från ambassaden i Bangkok. |
| Arne Fältheim       | 1976–1981 | Ambassadör | Sidoackrediterad till Rangoon.              |
| Bengt Rösiö         | 1981–1985 | Ambassadör | Sidoackrediterad till Rangoon.              |
| Curt Wiik           | 1985–1989 | Ambassadör |                                             |
| Wanja Tornberg      | 1989–1993 | Ambassadör |                                             |
| Percy Westerlund    | 1993–1995 | Ambassadör |                                             |
| Harald Fälth        | 1995–2001 | Ambassadör |                                             |
| Bruno Beijer        | 2001–2005 | Ambassadör |                                             |
| Helena Sångeland    | 2005–2010 | Ambassadör |                                             |
| Per-Arne Hjelmborn  | 2010–2011 | Ambassadör |                                             |
| Bengt G Carlsson    | 2012–2016 | Ambassadör |                                             |
| Dag Juhlin-Dannfelt | 2016–2021 | Ambassadör |                                             |
| Joachim Bergström   | 2021–2024 | Ambassadör |                                             |
| Niklas Wiberg       | 2024–idag | Ambassadör |                                             |